# Вражнов, Александр Васильевич
Алекса́ндр Васи́льевич Вражно́в (род. 29 марта 1939, Николаевский район, Пензенская область) — учёный в области почвозащитного земледелия и приёмов адаптивной интенсификации систем земледелия Южного Урала. Доктор сельскохозяйственных наук, член-корреспондент Российской академии сельскохозяйственных наук. Директор Челябинского НИИ сельского хозяйства. Заслуженный агроном Российской Федерации.

## Биография[1]
Родился в пос. Клин Николаевского района (ныне — Ульяновской области).
- 1961: окончил Ульяновский сельскохозяйственный институт;
- 1961—1976: старший агроном, заведующий лабораторией технологии и внедрения новой техники Целинной машиноиспытательной станции;
- 1976—1981: заведующий отделом земледелия Челябинского НИИ сельского хозяйства;
- 1981—1985: директор Опытно-производственного хозяйства «Тимирязевское»;
- с 1985 по настоящее время: директор Челябинского НИИ сельского хозяйства;
- 1995: доктор сельскохозяйственных наук;
- с 1998: преподаватель кафедры растениеводства Челябинского института агроэкологии (по совместительству);
- 1999: член-корреспондент РАСХН.

## Научная и педагогическая деятельность
Член редколлегии журнала «Зерновое хозяйство». Председатель координационного совета по разработке и освоению адаптивно-ландшафтных систем земледелия на Южном Урале. Заместитель председателя научно-технического совета при министерстве сельского хозяйства Челябинской области.

## Признание
- 1958: медаль «За освоение целинных земель»;
- 1986: орден «Знак Почёта»;
- 1995: заслуженный агроном Российской Федерации;
- 2001: действительный член Международной академии аграрного образования;
- 2009: знак отличия «За заслуги перед Челябинской областью»[2].

## Избранные труды
1. Защита почв от водной и ветровой эрозии на Урале, в Башкирской и Татарской АССР: Рекомендации. — М.: Россельхозиздат, 1979. — 40 с. — Соавт.: В. А. Сигов, А. Г. Прожков;
2. Зональные системы земледелия Челябинской области / Юж.-Урал. НИИ земледелия. — Челябинск, 1981. — 378 с. — Соавт.: М. И. Анисимов и др.;
3. Система ведения агропромышленного производства Челябинской области на 1996—2000 гг. / Челяб. НИИСХ. — Челябинск, 1996. — 231 с. — Соавт.: В. Е. Абрамова и др.;
4. Системы ведения агропромышленного производства (вопросы теории и практики) / МСХ и продовольствия РФ, РАСХН. — М.: АгриПресс, 1999. — 355 с. — Соавт.: Г. А. Романенко и др.;
5. Первое десятилетие / Ассоц. «Челябинскплемселекция». — Челябинск, 2001. — 520 с. — Соавт.: Р. И. Жожин и др.;
6. Адаптивная интенсификация систем земледелия на Южном Урале. — Челябинск, 2002. — 272 с.